# دهستان میان‌دورود بزرگ
دهستان میاندورود بزرگ، دهستانی است از توابع بخش مرکزی شهرستان میاندورود به مرکزیت اسلام‌آباد در استان مازندران.
جمعیت این دهستان بر اساس سرشماری سال ۱۳۹۵ در حدود (۳٬۱۵۹ خانوار) ۹٬۶۰۲ نفر است.